# Sarah Winnemucca

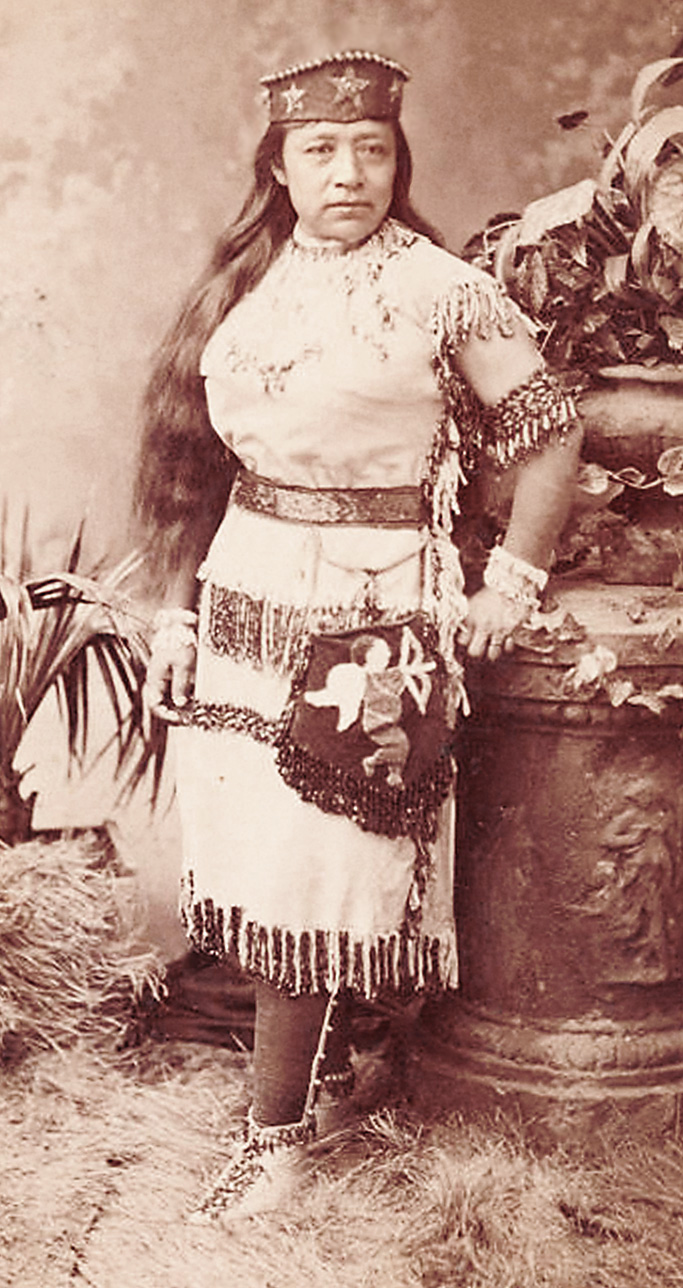
Sarah Winnemucca (ok. 1883)

Sarah Winnemucca (ur. ok. 1841 w Humboldt Sink w Nevadzie, zm. 17 października 1891 w Henry's Lake w Nevadzie), znana jako Thocmentony (w języku paiute „kwiat tygrysówki pawiej” (Tigridia pavonia)), a także pod nazwiskiem męża jako Sarah Winnemucca Hopkins – amerykańska pisarka wywodząca się z północnoamerykańskiego plemienia Pajutów (ang. Paiute), córka wodza niewielkiej grupy Pajutów o imieniu Winnemucca (lub Po-i-to).

## Życiorys
Jako córka wodza, była czasem nazywana przez białych „indiańską księżniczką” (choć sama tego nie potwierdzała, ani Winnemucca nie był wodzem wszystkich Pajutów, wśród których nie było takiego stanowiska). Jej dziadek, Captain Truckee, był przyjaźnie nastawionym do białych przewodnikiem wyprawy Johna C. Fremonta, która w latach 1843–1845 w drodze do Kalifornii zbadała Wielką Kotlinę, a następnie walczył po stronie Amerykanów w wojnie z Meksykiem (gdzie zyskał przydomek „Captain” i wielu białych przyjaciół).
To właśnie dziadek zabrał młodą Sarah do Sacramento, a później umieścił ją w rodzinie Williama Ormsby z Carson City w Nevadzie, by zdobyła tam wykształcenie. Wkrótce stała się jedną z dwojga zaledwie Pajutów z Nevady, którzy umieli wówczas czytać, pisać i mówić po angielsku. Dzięki tym umiejętnościom stała się tłumaczką indiańskich agentów, najpierw w rezerwacie Malheur, a później Yakima (dokąd w 1878 roku przesiedlono Pajutów).
W 1878 roku była tłumaczką, posłańcem i zwiadowcą amerykańskiej armii podczas wojny z Bannokami (w której Pajutowie walczyli razem z Bannokami) i kilku innych mniejszych konfliktów. Cieszyła się u żołnierzy dobrą opinią i miała też dobrą opinię o armii, pisząc później nie raz o żołnierzach jako o „ojcach” i „opiekunach”. Z tego względu, a także dlatego, że opowiadała się raczej za wojskową, niż za cywilną administracją w rezerwatach, wielu Pajutów uważało ją za kolaborantkę.
Będąc świadkiem upadku Pajutów w rezerwacie Yakima w stanie Waszyngton, zaczęła opowiadać i pisać o swoich doświadczeniach, życiu i problemach Indian. Zimą 1879/1880 odwiedziła wraz z ojcem Waszyngton, gdzie uzyskała zgodę sekretarza spraw wewnętrznych Carla Schurtza na powrót Pajutów do Malheur w Nevadzie na ich własny koszt (obietnica ta pozostała jednak niespełniona przez wiele lat). Prowadząc odczyty w San Francisco, poznała a następnie poślubiła pracownika departamentu do spraw Indian Lewisa H. Hopkinsa.
Była autorką ponad 300 odczytów na Wschodnim Wybrzeżu USA oraz wydanej w 1883 roku książki Life Among the Paiutes; Their Wrongs and Claims (Życie wśród Pajutów; ich krzywdy i roszczenia). Opisując pierwsze 40 lat kontaktów plemienia z białymi odkrywcami, poszukiwaczami i osadnikami, oskarżała Amerykanów o niechrześcijańskie traktowanie jej braci Pajutów, stając się zarazem pierwszą indiańską pisarką anglojęzyczną, autorką autobiografii i dziejów własnego plemienia. Książka była efektem jej wcześniejszych wykładów oraz pomocy męża, który wyszukiwał niezbędne dokumenty w Bibliotece Kongresu w Waszyngtonie (choć jego gruźlica i skłonność do hazardu nie pozostawiały im zbyt wielu pieniędzy na życie).
Rozczarowana niezdolnością amerykańskich polityków do rozwiązywania problemów Indian oraz nieudolnością i korupcją lokalnych agentów do spraw Indian w rezerwatach, wycofała się z czasem z życia publicznego. Osiadła w Nevadzie, gdzie prowadziła szkółkę dla dzieci Pajutów, zachęcając je m.in. do poznawania własnego języka i plemiennych obyczajów. Jej szkoła funkcjonowała krótko, do roku 1887, kiedy tzw. Ustawa Dawesa (ang. Dawes Act) zniszczyła indiańską wspólnotę ziemską i nakazała m.in. nauczanie indiańskich dzieci w języku angielskim, w rządowych szkołach z internatami.
Mimo pomocy przyjaciół ze wschodu i prób przekształcenia szkoły w ośrodek szkolenia zawodowego dla Indian, po śmierci jej męża w 1887 roku szkoła Sarah Winnemucca została zamknięta. Pisarka zmarła cztery lata później na gruźlicę, w domu swojej siostry w Henry's Lake, w Nevadzie.
W 2005 roku władze Nevady ufundowały posąg Sarah Winnemucca, który stanął wśród posągów wybitnych Amerykanów na waszyngtońskim Kapitolu.